# Secrets d'Histoire
Secrets d'Histoire est une émission de télévision historique présentée par Stéphane Bern. 
Chaque numéro retrace la vie d'un grand personnage de l'histoire et met en lumière des lieux hautement emblématiques du patrimoine français et d’autres grands pays.
Elle est diffusée sur France 2 de 2007 à 2019, puis sur France 3 depuis 2019.
Jean-Louis Remilleux, journaliste et producteur, est l'auteur de l'idée originale.

## Historique

### Des débuts compliqués (2007-2011)
Secrets d'Histoire est diffusée pour la première fois sur France 2 le 30 septembre 2007.
Lors du lancement de l'émission, la chaîne indique que l'objectif est de faire découvrir au téléspectateur des figures historiques célèbres mais également de décrypter certains mystères inexpliqués, et parfois inexplicables, de l'Histoire.
Le premier numéro est ainsi consacré à la mort de l'empereur Napoléon Ier et aux thèses qui ont circulé concernant un éventuel empoisonnement.
Lors des deux premières saisons, l'émission est diffusée les dimanches après-midi sur France 2. Chaque numéro est constitué de différents reportages, entrecoupés de débats en plateaux avec différents spécialistes (historiens, écrivains, chercheurs etc.).
En juillet 2008, la direction de la chaîne décide d’arrêter l’émission. Très remonté, Stéphane Bern explique alors avoir dénoncé « le manque d’audace éditoriale de France Télévisions en matière de culture et de patrimoine ». Grâce à de bonnes audiences et à la « mobilisation des téléspectateurs sur le site internet de France 2 », l’émission se poursuit durant l’été 2008. Durant cette période, quatre nouveaux numéros d'une heure et demie sont diffusés en première partie de soirée.
À partir de septembre 2008, l’émission est cependant supprimée de la grille des programmes pour laisser sa place à L'Objet du scandale, présentée par Guillaume Durand.
En 2009 et en 2010, l’émission revient à l’antenne, mais uniquement au mois d'août pour quelques épisodes d'une heure et demie en première partie de soirée.
Lors de l'été 2011, France 2 diffuse sept nouveaux épisodes en première partie de soirée. La même année, la ligne éditoriale de l'émission évolue : « Cette saison, nous avons pris un nouveau virage avec le numéro consacré à Claude Monet, qui sera diffusé le 30 août. Je pense aussi en consacrer un à Victor Hugo. Bref, Secrets d'Histoire s'ouvrira à des artistes dont la dimension n'est pas seulement culturelle. » explique Stéphane Bern.
Dans le même temps, l'audience de l'émission progresse, passant de trois millions de téléspectateurs en moyenne en 2008 à 3,6 millions durant l'été 2011.

### Un succès croissant (2012-2018)

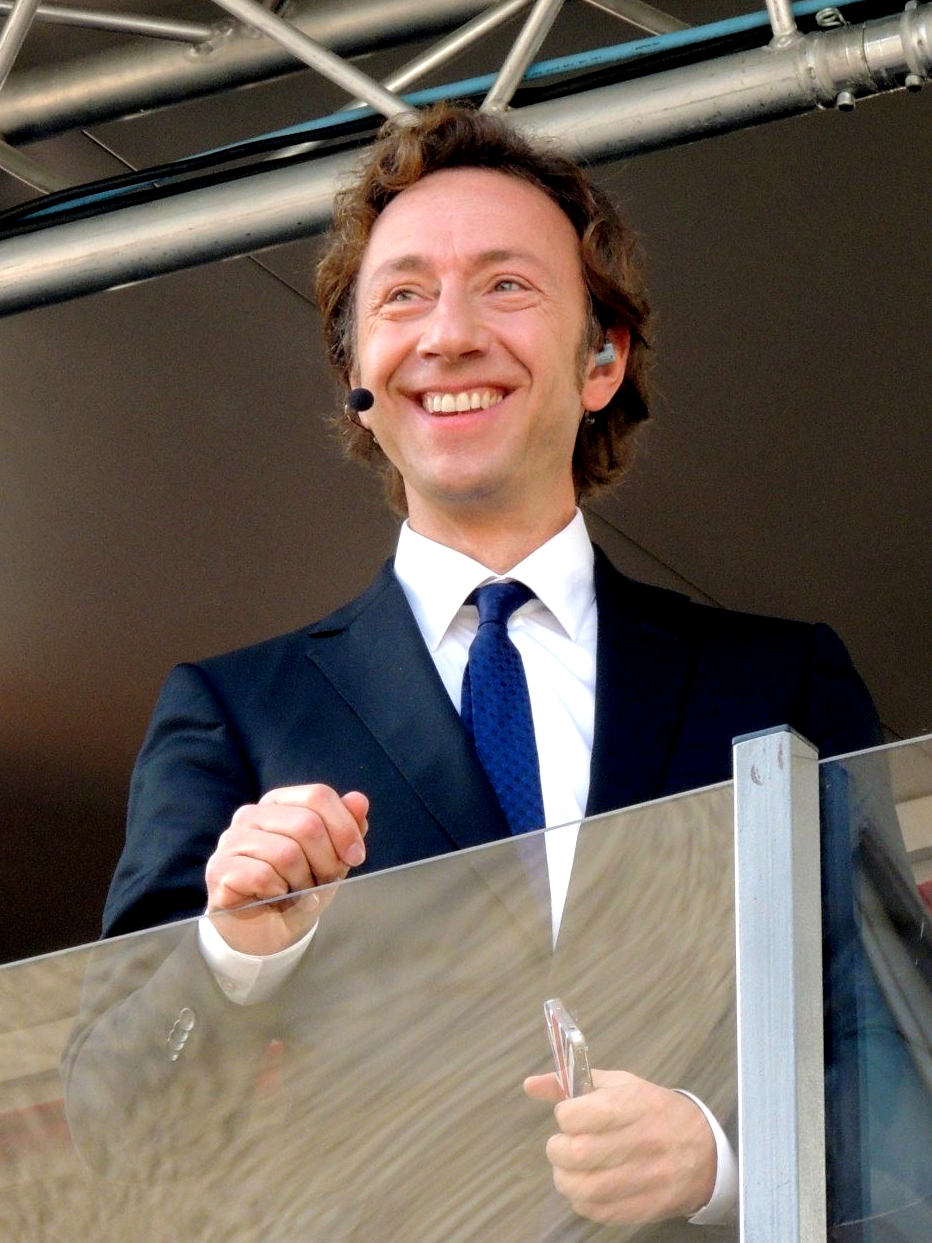
L'animateur français Stéphane Bern présente l'émission depuis sa création.

À partir de 2012, le format des émissions change. Les débats entre spécialistes sont supprimés. Chaque numéro est construit comme un véritable documentaire, mêlant interviews de différents spécialistes, scènes de reconstitution et visites des différents lieux où les personnages traités ont vécu.
Lors de l'été 2012, France 2 diffuse dix nouveaux épisodes en première partie de soirée, dont plusieurs rencontrent un succès notable. Le numéro consacré à Louis XIV, intitulé Louis XIV, les passions du Roi Soleil, permet même à l'émission d'obtenir son record d'audience, avec près de cinq millions de téléspectateurs et 21,2 % de part d'audience. Il s'agit de la meilleure audience de l'histoire de l'émission.
À la suite de ces bonnes audiences, France 2 diffuse un, voire plusieurs numéros tous les mois en 2013.
À partir de 2014, la diffusion de l'émission se fait de manière plus aléatoire et à des jours variables en semaine (soit le mardi soit le jeudi). Dans une interview au Figaro, Stéphane Bern explique avoir alors affiché son mécontentement, regrettant que l'émission fasse office de « bouche-trou » sur France 2.
Malgré des diffusions aléatoires, l’émission rencontre un succès croissant, y compris à l’étranger. Interviewé à l’occasion de la onzième saison en 2017, Stéphane Bern indique : « Ce qui a surtout changé, c’est qu’à l’étranger on commence à mieux connaître Secrets d’Histoire. Nous avons par exemple été approchés par les Suédois ». Selon lui, cette nouvelle notoriété aurait « ouvert des portes » à l’émission.
La même année, les extraits de films sont supprimés et remplacés par des scènes de reconstitutions historiques avec des comédiens, qui sont tournées spécialement pour l’émission. Les acteurs sont habillés en costumes d’époque mais ne prononcent aucun texte, les commentaires étant réalisés par les historiens, Stéphane Bern ou Isabelle Benhadj.
Ce choix de tourner des séquences de reconstitutions s’explique par le refus de certains réalisateurs que leurs films soient coupés au montage, comme Luc Besson et son film Jeanne d'Arc, mais aussi parce que la production de Secrets d'Histoire avait parfois besoin de scènes qui n'existent pas dans les films.

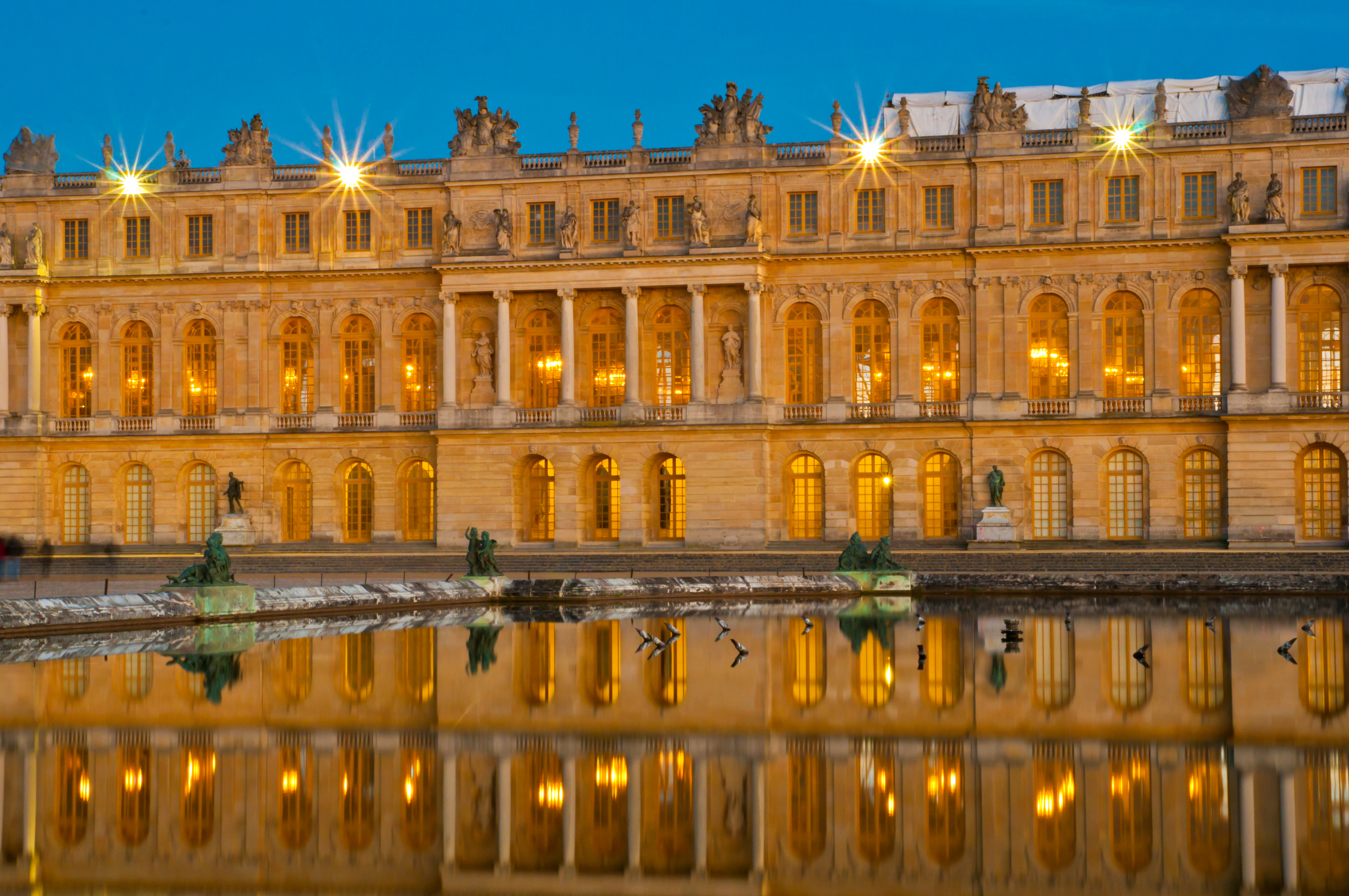
En 2018, une soirée événement est organisée au château de Versailles pour célébrer les dix ans de l'émission.

Selon le producteur de l’émission, Jean-Louis Remilleux, la question des droits de diffusion a également poussé la production à privilégier des reconstitutions. En effet, même si les scènes de reconstitution coûtent sensiblement plus cher que les scènes de films ou téléfilms (10 000 euros pour une reconstitution contre 4 000 à 6 000 euros pour un film), cela évite à la production de repayer des droits en cas de rediffusion des épisodes.
En juin 2018, une soirée est organisée au château de Versailles afin de fêter les dix ans de l'émission. À cette occasion sont conviés des mécènes du château ainsi que des téléspectateurs qui se sont inscrits sur la page Facebook de l'émission. « Il y a dix ans, on nous disait qu'une émission d'Histoire, c'était bon pour les vieilles dames qui font du macramé en Bretagne du Sud. La chaîne ne croyait pas non plus en Stéphane. Et vous avez vu nos audiences ? » se réjouit le producteur de l’émission Jean-Louis Remilleux.
En août 2019, l’émission est endeuillée par la mort de l’écrivain et chroniqueur Michel de Decker, qui avait collaboré à de nombreux numéros. À l’annonce de sa disparition, Stéphane Bern lui a rendu hommage : « Je lui dois beaucoup et l'émission lui doit beaucoup. Il a fait les beaux jours de cette émission pendant plus de dix ans. C'est un rendez-vous auquel il était très attaché »,.

### Nouvelle vie sur France 3 (depuis 2019)
En octobre 2019, l'émission est basculée sur la chaîne France 3. Ce choix s'explique par la volonté du groupe France Télévisions de conserver une cohérence éditoriale entre ses deux chaînes, France 2 et France 3. La chaîne France 3 étant orientée sur la valorisation du patrimoine et des régions françaises, à travers des émissions comme Le Village préféré des Français ou Des racines et des ailes, la direction de France Télévisions a donc décidé de diffuser l'émission « Secrets d’Histoire » sur cette chaîne.
Dans une interview au Parisien, le numéro deux de France Télévision, Takis Candilis, indique que le groupe souhaite en profiter pour proposer « plus de numéros en prime time » aux téléspectateurs, sans préciser s'il s'agit d'inédits ou de rediffusions.
À partir du mois d'octobre 2019, l'émission est ainsi diffusée régulièrement le lundi soir sur France 3, un choix qui satisfait Stéphane Bern, pour qui il était important que l'émission dispose d'un créneau fixe en semaine.

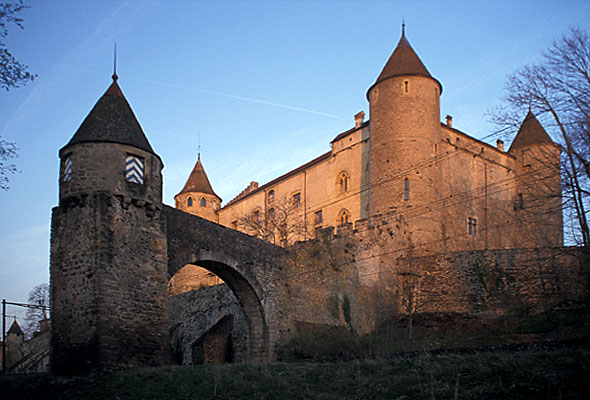
En raison de l'épidémie de COVID-19 en 2020, certains tournages comme celui au Château de Grandson sont confiés à des équipes locales.

Depuis sa diffusion sur la chaîne France 3, l’émission enregistre des résultats encourageants en termes d’audience. Les trois premiers numéros diffusés à partir d’octobre 2019 ont ainsi rassemblé en moyenne 2,4 millions de téléspectateurs (10,5 % de part de marché). À la suite de ces bons résultats, l’équipe de « Secrets d’Histoire » indique que neuf autres numéros lui ont été commandés pour l'année 2020, avec un budget de 400 000 euros pour chaque émission.
En 2020, l'épidémie de Covid-19 ainsi que les mesures sanitaires prises par les différents pays européens perturbent le tournage de certaines émissions.
Certains tournages prévus hors de France sont ainsi annulés ou confiés à des équipes locales. C'est le cas notamment de l'émission consacrée à Marie de Bourgogne, dont une partie se déroule au Château de Grandson en Suisse. Comme l'explique le conservateur du musée Camille Verdier, c'est une équipe locale qui a alors pris en charge les tournages au château : « Nous avons été contactés et tout s’est très rapidement mis en place. En raison du confinement et de la fermeture des frontières, c’est une équipe genevoise qui a assuré les prises, en présence de la réalisatrice ».
Le tournage d'une émission sur Napoléon Ier, à l'occasion du bicentenaire de sa mort, a également été perturbé. « On devait faire tous les plateaux à Sainte-Hélène mais on aurait dû subir une quarantaine sur place. On a donc tourné à Fontainebleau et aux Invalides. » explique Stéphane Bern.
La même année, un dérivé de l'émission, basé sur le même principe et consacré aux lieux célèbres voit le jour : Si les murs pouvaient parler, sur France 2.
Le 25 janvier 2021, l’émission annonce le lancement le 8 mars d'une plate-forme vidéo payante sur internet, secretsdhistoire.tv, permettant de visionner l’ensemble des numéros de « Secrets d’Histoire », mais également d’autres types de programmes en lien avec l’Histoire et le patrimoine.

Interrogé par le journal La Nouvelle République, le responsable de la plate-forme Baptiste Mathon explique : 

« On y retrouvera les 150 épisodes et ceux à venir de « Secrets d’Histoire », des documents inédits et aussi de nouveaux programmes pluridisciplinaires. On y racontera l’Histoire au travers de différents prismes que sont le sport, la cuisine, le maquillage, la mode, la décoration, le jardinage… […] L’intégralité des entretiens avec des historiens sera disponible pour les abonnés du monde entier. C’est le même fonctionnement que Netflix. »

À partir de janvier 2023, l'émission est déplacée et diffusée régulièrement le mercredi soir, à la place du lundi soir.

## Description des émissions

### Choix des sujets
Lors d’une interview à Télérama en 2019, Stéphane Bern est revenu sur la manière dont sont choisis les sujets des différentes émissions : « On a des listes avec mon producteur Jean-Louis Remilleux, et ensuite on va voir la direction des programmes culturels de France Télévisions. […] » explique-t-il.

Un des critères importants est la possibilité de faire visiter au téléspectateur des lieux appartenant au patrimoine français. Il explique : 

« On fait des listes de sujets en ayant toujours en tête que ça doit avoir une incidence sur : Quel lieu du patrimoine on peut montrer aux Français ? […] Pour moi, c’est une exigence car j’estime qu’il y a une géographie de l’Histoire. On ne peut bien raconter l’Histoire que dans les lieux où elle s’est déroulée. Chez les jeunes, c’est ce qui les touche le plus. […] Ça rend vraiment l’Histoire plus accessible,. »

Un autre critère est la commémoration d’anniversaires importants, comme le centenaire de la naissance ou de la mort d’un personnage historique. En 2015, à l’occasion du tricentenaire de la mort de Louis XIV, l’émission a diffusé deux numéros consécutifs sur le règne du « Roi-Soleil ». Le premier Louis XIV, l'homme et le roi retrace l’enfance du monarque, sa prise du pouvoir ainsi sa conception de la monarchie absolue. Le second, Louis XIV, le roi est mort, vive le roi ! s’attarde sur la fin de la vie du monarque ainsi que les différents décès qui vont entraîner des problèmes pour la succession au trône de France. En 2020, à l'occasion des 250 ans de la naissance de Ludwig van Beethoven, l’émission lui consacre un numéro intitulé Beethoven, tout pour la musique.

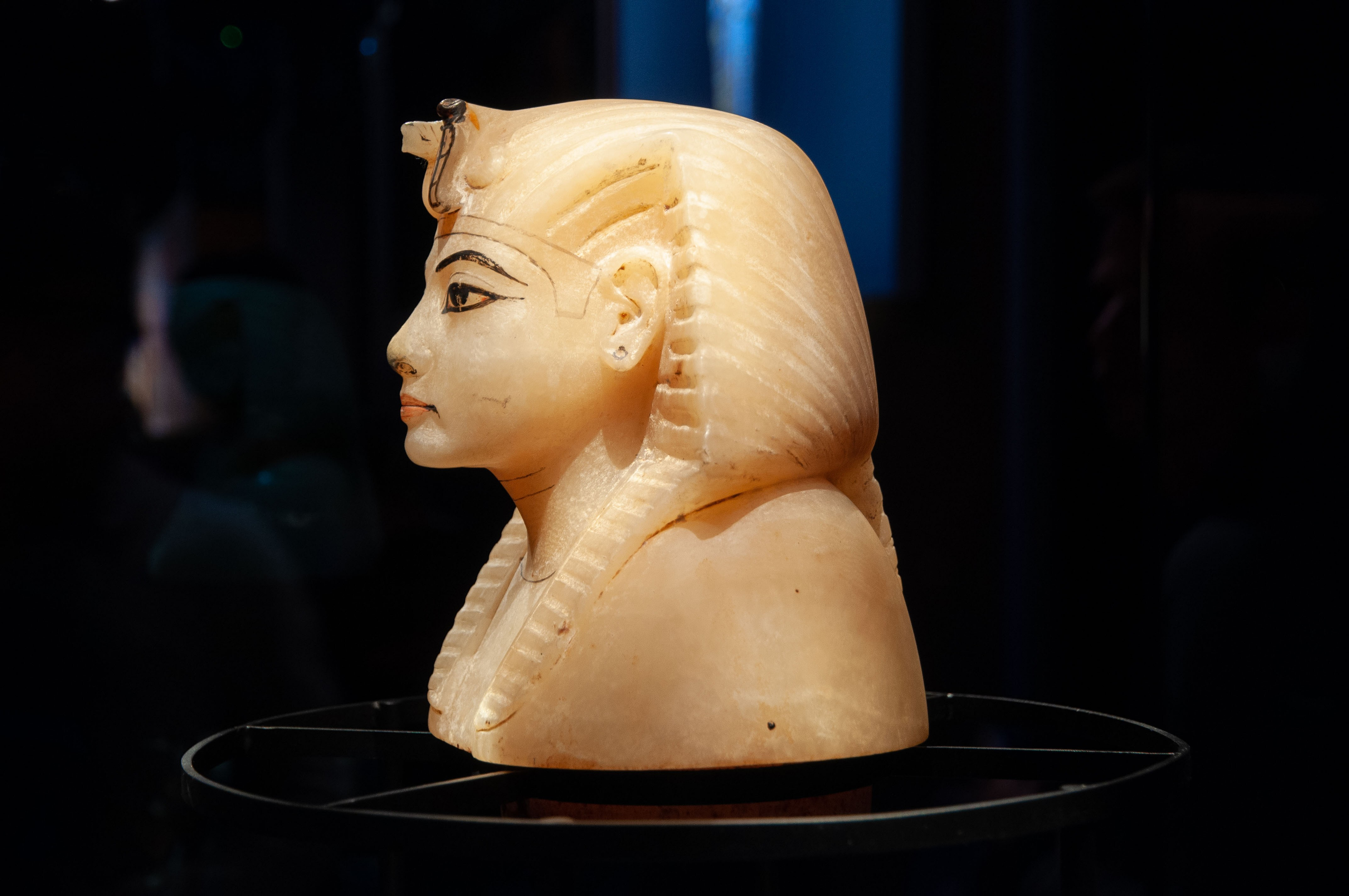
En 2019, une numéro sur Toutânkhamon est diffusé à l'occasion d'une exposition sur le pharaon à la Grande halle de la Villette.

L’existence d’expositions temporaires dans certains musées est également l’occasion pour l’émission de mettre en valeur certains personnages. Ainsi, à l'occasion d'une exposition sur les Tudors au Musée du Luxembourg en 2015, l’émission a diffusé un numéro consacré à la reine d'Angleterre Élisabeth Ire.
En 2019, à l'occasion de l'exposition Toutânkhamon, le trésor du pharaon qui s'est tenue à la Grande halle de la Villette à Paris, un numéro sur Toutânkhamon et Ramsès II est diffusé.
Lors d’un tournage à Souvigny en 2018, Stéphane Bern confirme l’existence de ces critères :

« On fait la sélection d’une part en fonction de l’intérêt qu’on leur porte et puis de l’intérêt historique de la chose. Selon les années, il y a des anniversaires. En ce moment, il y a une exposition sur Louis-Philippe. On trouvait normal de faire une émission sur Louis-Philippe. On a également célébré l’anniversaire de Saint-Louis et le bicentenaire de Joséphine. »

La diffusion de séries télévisées à succès sur des personnages historiques sert également de source d'inspiration à l'émission. À la suite du succès de la série La Chronique des Bridgerton, diffusée sur Netflix, un épisode de Secrets d'Histoire a ainsi été consacré à la reine Charlotte en 2025.

### Historique des sujets traités
La majorité des émissions présente le portrait d'un personnage historique.
Certaines émissions sont consacrées à des personnages très connus, comme Louis XIV, François Ier ou Napoléon Ier, d’autres à des personnages moins connus comme Thérèse de Lisieux ou certaines figures féminines de la Révolution française comme Olympe de Gouges et Anne-Josèphe Théroigne de Méricourt.

Louis XIV fait partie des personnages les plus traités dans Secrets d'Histoire (trois émissions lui sont consacrées).

Le choix de s’attarder sur la vie des personnages plutôt que sur l’histoire des idées ou des mouvements sociaux est assumé par le présentateur Stéphane Bern : « Je fais partie de ceux qui pensent que c’est important de connaître les règnes, de connaître ceux qui ont écrit l’Histoire, et pas simplement l’évolution des idées, cette vision globale qui empêche les élèves d’avoir des repères et un certain ancrage ».
Les personnages choisis sont souvent issus de la noblesse (rois, reines, empereurs, impératrices, , etc.). Sur les quatre-vingt-cinq sujets diffusés entre janvier 2007 et juillet 2014, cinquante traitaient ainsi d'une tête couronnée.

D'après Stéphane Bern, ce choix éditorial répondrait à une question d'audience : 

« Chaque fois que je fais des émissions sur les révolutionnaires, sur les peintres, ou sur des personnages comme Clemenceau, ça marche moins bien que lorsque je fais des émissions sur Marie-Antoinette. […] Par ailleurs, j’ai déjà traité beaucoup de révolutionnaires. En 2016, j’ai fait un numéro sur Les femmes de la Révolution et ça a fait un flop d’audiences. »

Certains numéros sont consacrés à des personnages artistiques : écrivains (Victor Hugo, George Sand, Agatha Christie), peintres (Michel-Ange, Léonard de Vinci, Raphaël, Claude Monet, Pablo Picasso), musiciens (Mozart, Beethoven), acteurs (Sarah Bernhardt), dramaturges (Molière) ou artistes lyriques (Maria Callas).
D'autres concernent des personnages politiques (Richelieu, Mazarin, Fouquet, Talleyrand, Danton, Clemenceau, Churchill, De Gaulle), militaires         (Jeanne d'Arc) ou des navigateurs (Christophe Colomb).
Certains personnages historiques ont fait l'objet de plusieurs émissions. Louis XIV et Napoléon Ier, par exemple, ont été le sujet de trois émissions. Par ailleurs, deux émissions ont été consacrées respectivement à Cléopâtre, Jeanne d'Arc, Molière, Madame de Pompadour, Casanova, Mozart, Élisabeth en Bavière (Sissi), Louis II de Bavière et Jésus.
Même si l'Antiquité ne fait pas partie des périodes les plus représentées dans l'émission, des numéros sont consacrés régulièrement à des personnages de cette période (Alexandre le Grand, Jules César, Cléopâtre, Agrippine, Néron, Jésus, Judas, Néfertiti, Toutânkhamon).
Plus rares, certains numéros sont consacrés à des lieux illustres (L'Élysée, Monaco, les résidences royales ou le Vatican), à des énigmes de l'Histoire (le trésor des Templiers, le masque de fer, la bête du Gévaudan) ou à des événements marquants (la prise de la Bastille).

### Format des émissions

#### Ancienne formule
Entre 2007 et 2008, l'émission alterne des reportages avec des débats en plateau animés par Stéphane Bern.
Les reportages sont constitués d'interviews d'historiens entrecoupées de présentations de documents d'archives, de tableaux et d'extraits de films reconstituant ces événements historiques, l'ensemble étant commenté par une voix off.
Les débats en plateau sont tournés dans la Bibliothèque royale de Versailles. L'animation est confiée à Stéphane Bern qui est entouré d'Isabelle Heullant-Donat (historienne du Moyen Âge à l'université de Reims Champagne-Ardenne), Clémentine Portier-Kaltenbach (chroniqueuse histoire au Nouvel Observateur) et Philippe Charlier (paléopathologiste et médecin légiste).
Chaque émission se termine par la présentation d'une bibliographie sur le sujet.
Dans cette formule, les émissions durent environ une heure.

#### Nouvelle formule
Les numéros diffusés durant les étés 2008, 2009, 2010 et 2011, puis toute l'année à partir de 2012 sont enregistrés en extérieurs et construits comme de véritables documentaires.
Stéphane Bern présente et raconte, avec Isabelle Benhadj en voix off, la vie de grands personnages de l'Histoire, au travers de visites des lieux où ils ont vécu, de scènes de reconstitutions, d'interviews d'historiens et d'extraits de films illustrant les événements historiques.
À partir de 2017, les extraits de films sont cependant supprimés pour laisser la place uniquement à des scènes de reconstitutions historiques avec des comédiens. Ces derniers sont habillés en costumes d’époque mais ne prononcent aucune parole, les commentaires étant réalisés par les historiens, Stéphane Bern ou Isabelle Benhadj.
Dans la nouvelle formule, les émissions durent entre une heure et demie et deux heures.

## Intervenants
En fonction du sujet traité, différents spécialistes sont interviewés durant l’émission afin d’apporter un éclairage sur les personnages ou le contexte historique.
Il peut s’agir d’historiens, d’écrivains ayant rédigé une biographie du personnage traité, de professeurs, archéologues ou encore de conservateurs de musées.
Parmi les intervenants ayant le plus participé à l’émission, on retrouve notamment : Michel de Decker, Virginie Girod, Évelyne Lever, Jean-Christian Petitfils, Ève Ruggieri, Christian-Georges Schwentzel, Philippe Séguy ou Jean Tulard.

Intervenants ayant le plus participé à l'émission
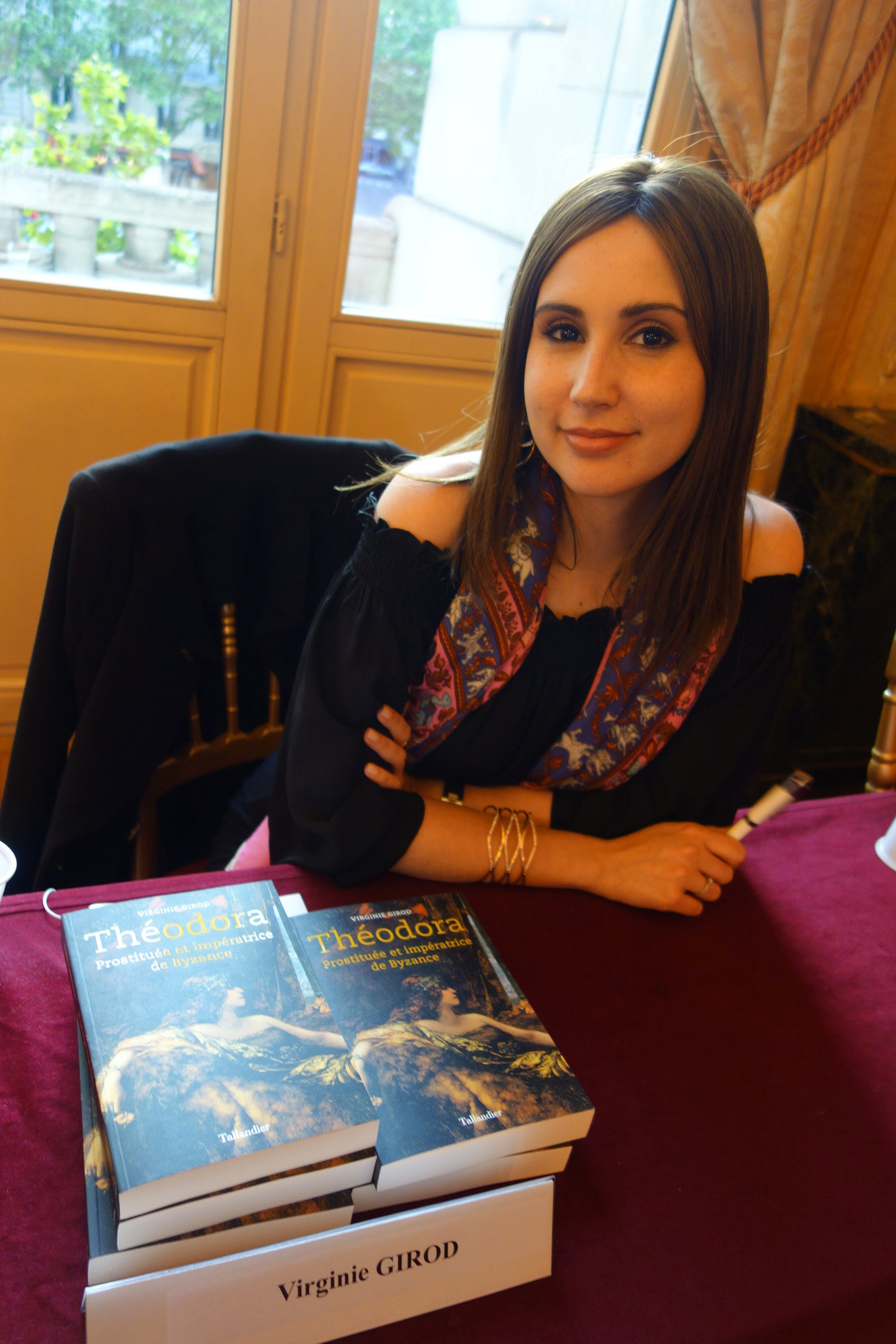
Virginie Girod
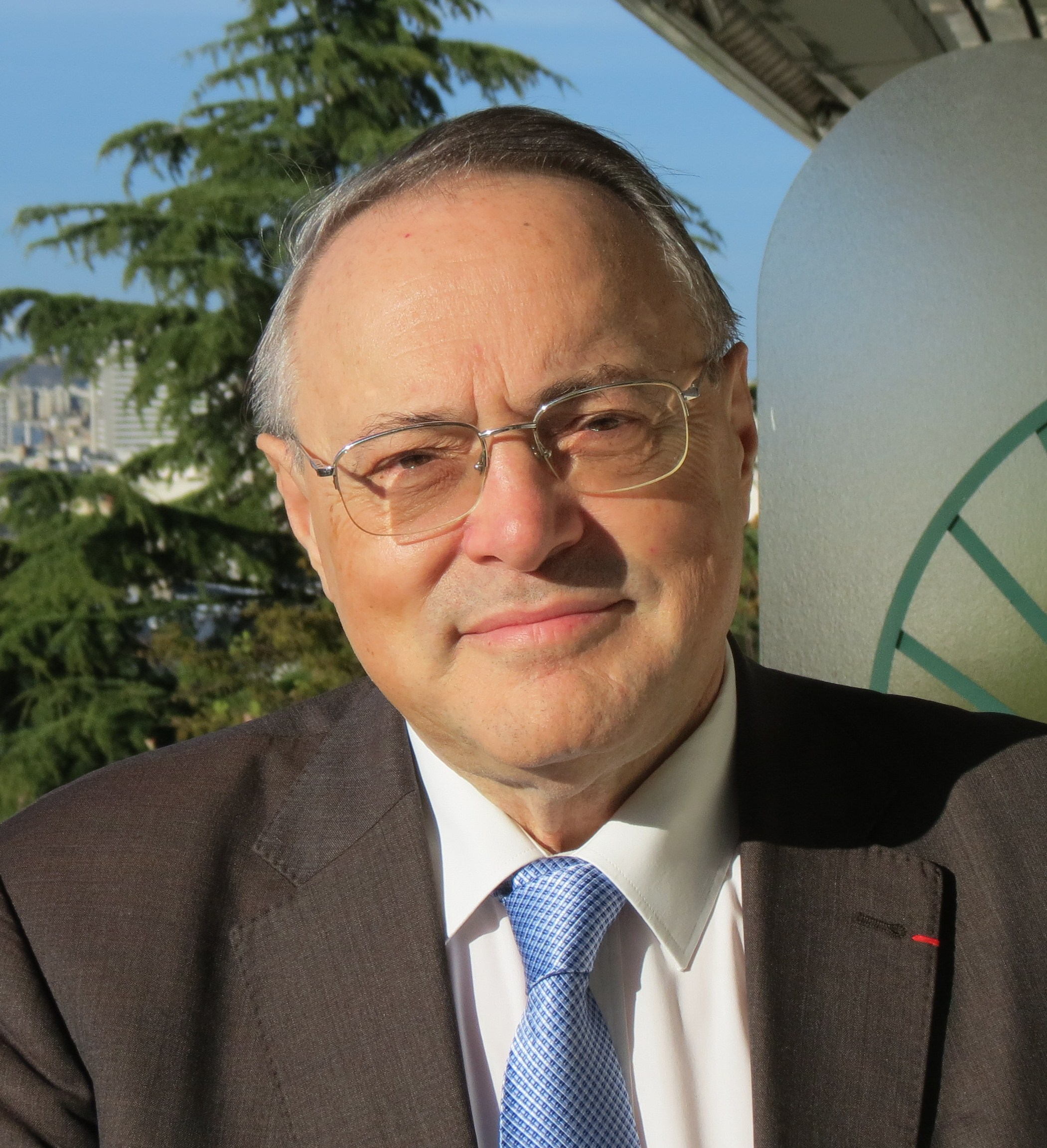
Jean-Christian Petitfils
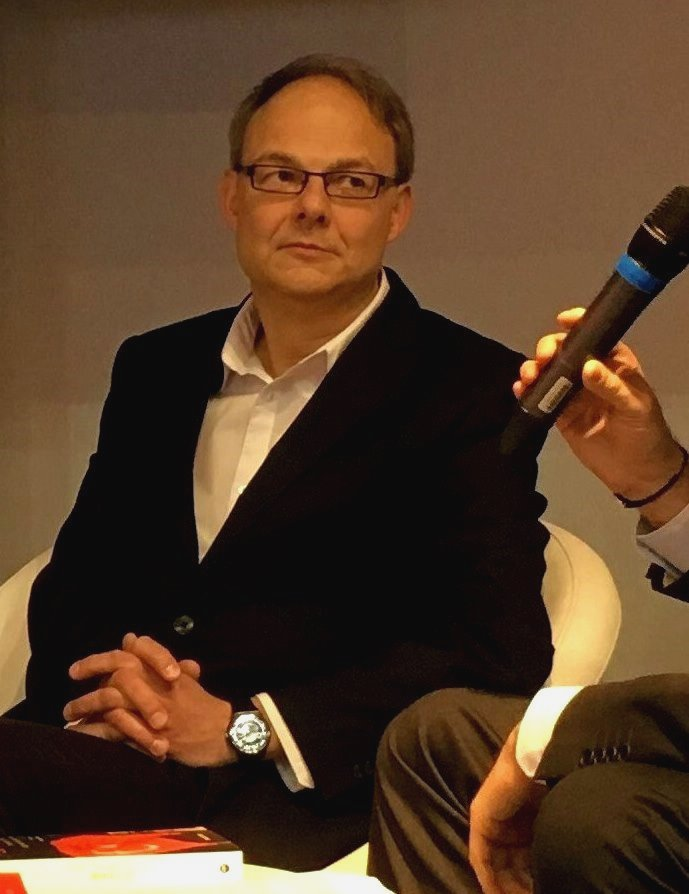
Christian-Georges Schwentzel
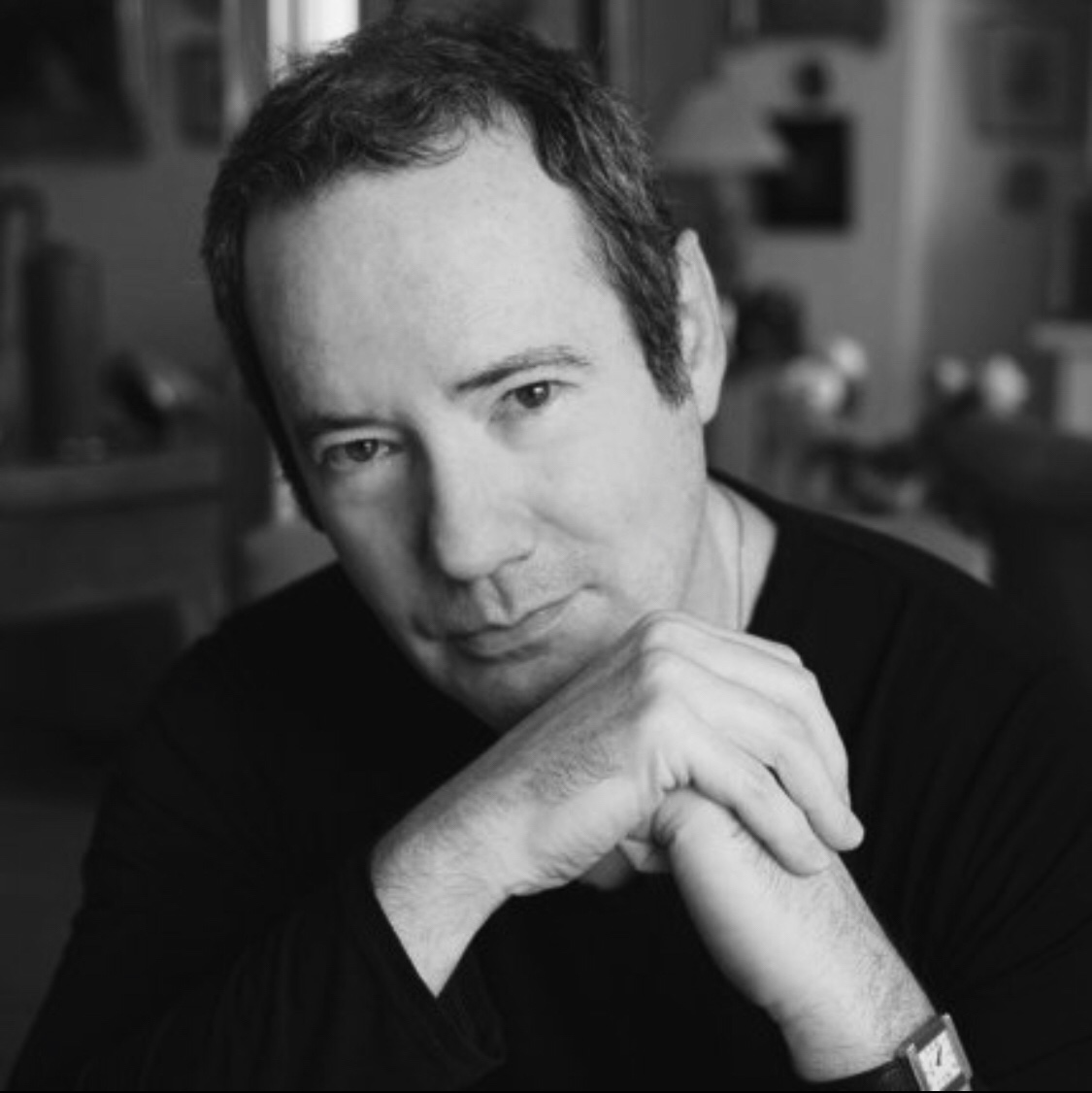
Philippe Séguy
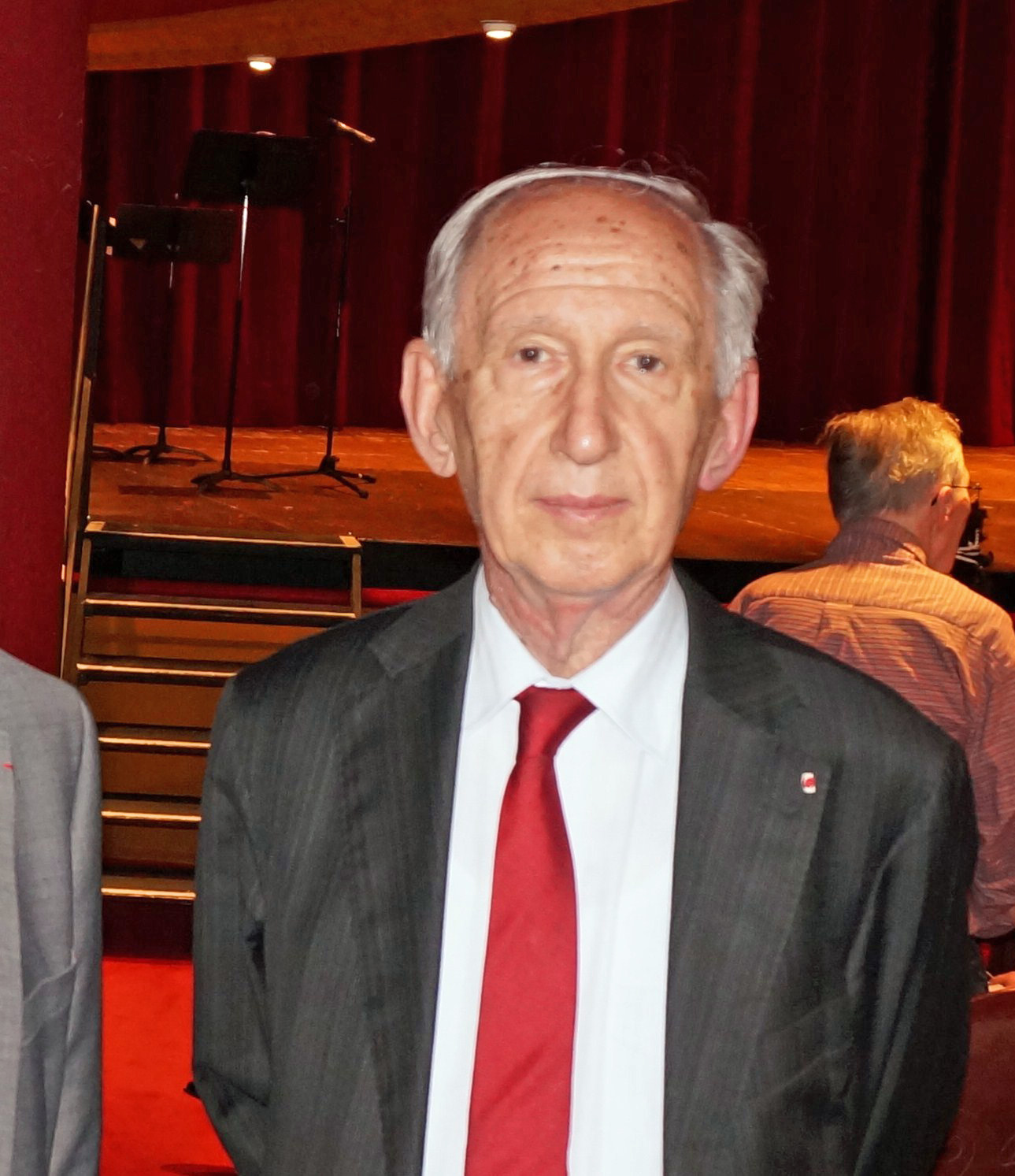
Jean Tulard

## Liste des émissions

### Saison 19 (2025)
| Rang | Première diffusion | Titres                                               | Description                                                                                            | Nombre de téléspectateurs | Part d'audience |
| ---- | ------------------ | ---------------------------------------------------- | --- | ------------------------- | --------------- |
| 188  | 15 janvier 2025    | Pauline Borghèse, la diva de l'Empire                | Portrait de Pauline Bonaparte, sœur de Napoléon Bonaparte                                              | 1 414 000                 | 8,1%            |
| 189  | 29 janvier 2025    | Louis XI un règne de terreur                         | Portrait de Louis XI                                                                                   | 1 934 000                 | 10 %            |
| 190  | 19 février 2025    | Les amants tragiques de Mayerling                    | Retour sur le drame de Mayerling                                                                       | 1 688 000                 | 9,7 %           |
| 191  | 9 avril 2025       | La marquise de Brinvilliers et l'affaire des poisons | Retour sur l'affaire des poisons                                                                       | 1 496 000                 | 8,1%            |
| 192  | 21 mai 2025        | La folle épopée de Charlotte d'Angleterre            | Portrait de Charlotte de Mecklembourg-Strelitz, grand-mère de la reine Victoria et femme de George III | 1 861 000                 | 11,2%           |
| 193  | 3 septembre 2025   | Louis XIII : seul face aux complots                  | Portrait de Louis XIII                                                                                 |                           |                 |
| 194  | 2025               |                                                      | Portrait de Clovis Ier                                                                                 |                           |                 |
| 195  | 2025               |                                                      | Portrait de Bernadette Soubirous                                                                       |                           |                 |

## Fiche programme
- Générique : le premier générique (2007-2012) de l'émission était un extrait de la bande originale du film X-Men 3 : L'Affrontement final, intitulé Whirlpool of Love, et composé par John Powell. Le deuxième générique est, depuis 2013, une œuvre composée par Léonard Le Cloarec, aidé de Bertrand Allagnat et Julien Bonnard, et interprétée par l'Orchestre national de Radio France et les chœurs de la Maîtrise de la cathédrale de Reims, dont on aperçoit des images au générique de fin[242].
- Auteurs et rédacteurs en chef : Dominique Leeb, Guillaume de Lestrange, Vanessa Pontet, Quentin Canette, Roland Portiche, Marie-Laurence Rincé, Antoine de Meaux.

## Identité visuelle (logo)

Logo de l'émission de 2007 à 2016.
Logo de l'émission depuis 2017.

## Impact sur le tourisme
Dans une interview réalisée sur TV5 Monde en 2018, Stéphane Bern affirmait que la fréquentation des lieux du patrimoine mis en avant dans les émissions augmentait de 30 % à la suite de leur diffusion.
En août 2016, le Domaine de George Sand à Nohant-Vic a ainsi connu une hausse de fréquentation de 38 % par rapport aux années précédentes, un succès que la gérante du château a attribué à l'époque à l'émission Secrets d'Histoire consacrée à George Sand, diffusée au début du mois d'août.
La chapelle royale de Dreux, qui avait fait l’objet d’un numéro de Secrets d'Histoire en octobre 2018, a par ailleurs connu une hausse de sa fréquentation de 7 % en 2019.

## Critiques

### Avis de la presse
Dans sa critique d'août 2008, Le Soir note que Secrets d'Histoire regorge de détails intimes sur la vie privée des personnages présentés. En ce sens, le quotidien note que l'émission relève plus du divertissement que du documentaire. Pour le quotidien, le résultat est « distrayant ». Il note également que le programme présente l’intérêt de pénétrer « dans les coulisses des lieux de pouvoir » comme les châteaux de la Malmaison, de Compiègne ou celui de Fontainebleau.
En novembre 2013, Le Figaro note : « Qu'il évoque Marie-Antoinette, Frédéric II ou Catherine de Russie, Stéphane Bern a la passion communicative. La passion de l'histoire et des êtres humains. Le spécialiste des têtes couronnées a le don pour nous faire remonter le temps en poussant, telle une petite souris, la porte de cabinets cachés ou de passages secrets. Curieux et cultivé, le journaliste donne une légèreté aux évènements les plus graves. Un don de conteur à cultiver ».

### Polémiques

#### Critiques sur l'aspect historique des émissions
L'association de critique des médias Acrimed publie en 2014 un article intitulé « Secrets d'Histoire, le magazine royaliste de France 2 ? », dans lequel elle considère que l'émission relève plus du divertissement que du documentaire historique, abordant des sujets « historiquement anecdotiques » et faisant la part belle à la vie privée des « grands hommes ». Pour l'association, il s'agit d'une émission « à mi chemin entre le reportage people et le manifeste monarchiste ».
Elle note que Secrets d'Histoire « n'a pas pour vocation d'attirer les spécialistes, ni même les amateurs éclairés. Elle n'a pas non plus pour objectif de proposer au plus grand nombre une vision accessible et équilibrée de sujets historiques variés, faisant état des points de consensus dans la communauté historienne, tout en laissant une place suffisante au doute et au débat. Elle n'est tout au plus qu'un divertissement audiovisuel qui prend quelques précautions historiennes. Le genre n'est pas a priori méprisable, mais sous couvert de proposer un divertissement instructif, Secrets d'histoire fait passer une très singulière version de l'histoire de France ».
En réponse à ces critiques, Stéphane Bern déclare : « C'est une émission de service public, on est là non pas pour vulgariser mais pour intéresser le plus grand nombre et rendre accessible la culture ». Il ajoute : « Nous souhaitons favoriser le débat et la contradiction. Il n’y a pas de vérité établie. Aussi les historiens, très présents dans l’émission, apportent des arguments différents ».
Ce choix de garder l'histoire accessible est également assumé par certains intervenants réguliers comme Virginie Girod : « C’est un plaisir de partager l’histoire avec un large public, de partir de l’intime pour aller vers des données historiques avec ce but : être accessible à tous. [..] Quant au regard méprisant de certains universitaires, ce n’est pas un problème. Ceux qui critiquent ces émissions sont ceux qui n’y sont jamais invités. »

#### Critiques sur le manque de diversité des sujets
Le Parti de gauche, par le biais d'un communiqué signé le 26 mai 2015 par Jean-Luc Mélenchon et Alexis Corbière, et adressé à la présidente de France Télévisions, a formulé une critique similaire, regrettant que l'émission présente une « Histoire tronquée, nostalgique des rois et reines, présentant le peuple comme un acteur historique secondaire et brutal quand il se mobilise ».
Le communiqué souligne également que sur quatre-vingt-huit épisodes diffusés depuis 2008, « seulement cinq émissions, soit 6 % de la totalité, ont été consacrées à des personnalités ou des lieux liés à la République ».
Stéphane Bern a répondu indirectement à ces accusations en réaffirmant son engagement républicain. Il rappelle également dans un entretien au journal Libération que les audiences des émissions font partie des critères pour choisir les meilleurs sujets. Il rappelle enfin que l'objectif de ces émissions est de susciter l'intérêt pour l'Histoire dans toute sa diversité : 

« On n’attrape pas les mouches avec du vinaigre. Si vous voulez toucher cinq millions de personnes, vous ne pouvez pas faire de la dialectique historique. Je suis persuadé que ce qui rend l’histoire accessible, c’est que vous retrouvez les passions humaines, l’amour, le sexe, le pouvoir et l’argent. Les gens ont besoin de s’identifier. C’est juste une porte d’entrée mais j’ai conscience que c’est parcellaire. »